# إسكندر شيخ
إسكندر شيخ هو لاعب كرة قدم تونسي في مركز الوسط، ولد في 8 يناير 1987 في منزل بوزلفة في تونس. لعب مع الترجي الرياضي التونسي والنادي الإفريقي والنادي الرياضي الصفاقسي.

## وصلات خارجية
- إسكندر شيخ على موقع قاعدة بيانات كرة القدم.إي يو (الإنجليزية)